# Act II: Date @ 8
Act II: Date @ 8 è un singolo del cantante statunitense 4batz, pubblicato indipendemente il 15 dicembre 2023.
L'8 marzo 2024, dopo che il brano era andato virale su TikTok, ne è stato pubblicato attraverso la OVO Sound un remix in collaborazione con il rapper americano-canadese Drake.

## Descrizione
Il brano è stato scritto da 4batz e prodotto da Untitled Beatz ed è una traccia R&B e hip hop. Il brano è andato virale soprattutto grazie alla From the Block Performance, nella quale 4batz ha esposto la sua estetica tipicamente da rapper drill che contrastava la sua musica R&B e la sua voce soave.
Il 5 marzo 2024 il cantante Robin Thicke si è esibito in una cover del brano.

## Video musicale
Il visualizer ufficiale del brano è stato reso disponibile sul canale YouTube di 4batz in concomitanza con l'uscita del singolo.

## Tracce
Download digitale
Testi di Neko Bennett, musiche di Untitled Beatz.
1. Act II: Date @ 8 – 1:53

Download digitale - remix
Testi di Neko Bennett e Aubrey Graham, musiche di Untitled Beatz.
1. Act II: Date @ 8 (Remix) (feat. Drake) – 3:51

## Classifiche
| Classifiche (2024) | Posizione massima |
| ------------------ | ----------------- |
| Austria            | 74                |
| Canada             | 14                |
| Danimarca          | 37                |
| Irlanda            | 28                |
| Lussemburgo        | 24                |
| Nuova Zelanda      | 15                |
| Paesi Bassi        | 62                |
| Portogallo         | 59                |
| Regno Unito        | 18                |
| Stati Uniti        | 7                 |
| Svezia             | 73                |
| Svizzera           | 26                |